# Chaerophyllum coloratum
Chaerophyllum coloratum är en flockblommig växtart som beskrevs av Carl von Linné. Chaerophyllum coloratum ingår i släktet rotkörvlar, och familjen flockblommiga växter. Inga underarter finns listade i Catalogue of Life.